# Alain Jessua
  Alain Jessua    (16è districte de París, 16 de gener de 1932 - Évreux, 30 de novembre de 2017) fou un director, productor, guionista i novel·lista francès.

## Biografia
Alain Jessua va ser ajudant de Max Ophüls, Marcel Carné, Yves Allégret i Jacques Becker abans de realitzar el seu únic curtmetratge, Léon la lune qui li val el premi Jean-Vigo el 1957. Alguns anys més tard, el 1963, el seu primer llargmetratge (convertit en de «culte» pels cinèfils) és doblement premiat, a Canes i a Venècia: La Vie a l'envers, amb Charles Denner i Jean Yanne. Enllaça llavors una sèrie de llargmetratges que produeix ell mateix:  J'eu de massacre (Premi al millor guió (Festival de Canes) 1967), amb Michel Duchaussoy i Jean-Pierre Cassel; Tractament de xoc  (1972), un gran èxit públic, amb Alain Delon i Annie Girardot. Seguiran: Armaguedon  (1977), amb Alain Delon, Jean Yanne i Michel Duchaussoy; Les Chiens (1979), amb Gérard Depardieu, Victor Lanoux, Nicole Calfan i Fanny Ardant; Le paradis pour tous (1982), amb Patrick Dewaere - el seu últim paper, s'havia de suïcidar durant el muntatge de la pel·lícula -, Jacques Dutronc i Fanny Cottençon, Frankenstein 1990 (1984), amb Eddy Mitchell i Jean Rochefort; En toute innocence (1988), amb Michel Serrault i Nathalie Baye; finalment, Les couleurs du diable (1997), amb Ruggero Raimondi, Wadeck Stanczak i Isabelle Pasco…
Els darrers anys de la seva vida Alain Jessua fou regularment objecte d'homenatges. El seu curtmetratge Léon la lune ha estat projectat al MOMA - Museum Of Modern Art - de Nova York, i Martin Scorsese cità La Vie a l'envers com una de les pel·lícules que l'han marcat. D'aquest cineasta sovint visionari, Jean Tulard, al seu "Diccionari del Cinema", escriu: «Roda poc però bé. Proposa un cinema on aborda els problemes del nostre temps i llança crits d'auxili. »
També escriptor, Alain Jessua és l'autor de sis novel·les, publicades a edicions Léo Scheer.

## Filmografia[5]
- 1956: Léon la lune (curt)
- 1964: La Vie a l'envers
- 1967: Jeu de massacre
- 1973: Tractament de xoc (Traitement de choc)
- 1977: Armaguedon
- 1979: Les Chiens
- 1982: Paradis pour tous
- 1984: Frankenstein 90
- 1988: En toute innocence
- 1997: Les Couleurs du diable

## Premis i nominacions

### Premis
- 1957: Premi Jean-Vigo al millor curt per Léon la lune
- 1967: Premi al millor guió (Festival de Canes) per Jeu de massacre

### Nominacions
- 1964: Lleó d'Or per La vie à l'envers
- 1967: Palma d'Or per Jeu de massacre